# Акустичний поролон

Акустичний поролон (пірамідний рельєф) у студії звукозапису

Акусти́чний пороло́н (від дав.-гр. ἀκούω (аку́о) — чую + епонім від норвезької фірми Porolon AS ) — матеріал, спеціально розроблений для поглинання звукових хвиль. Відрізняється від звичайного поролону тим, що спеціально створений для зниження рівня шуму та луни.
Використовується в студіях звукозапису, кінотеатрах та концертних залах.

## Опис

Трикутноподібні акустичні панелі

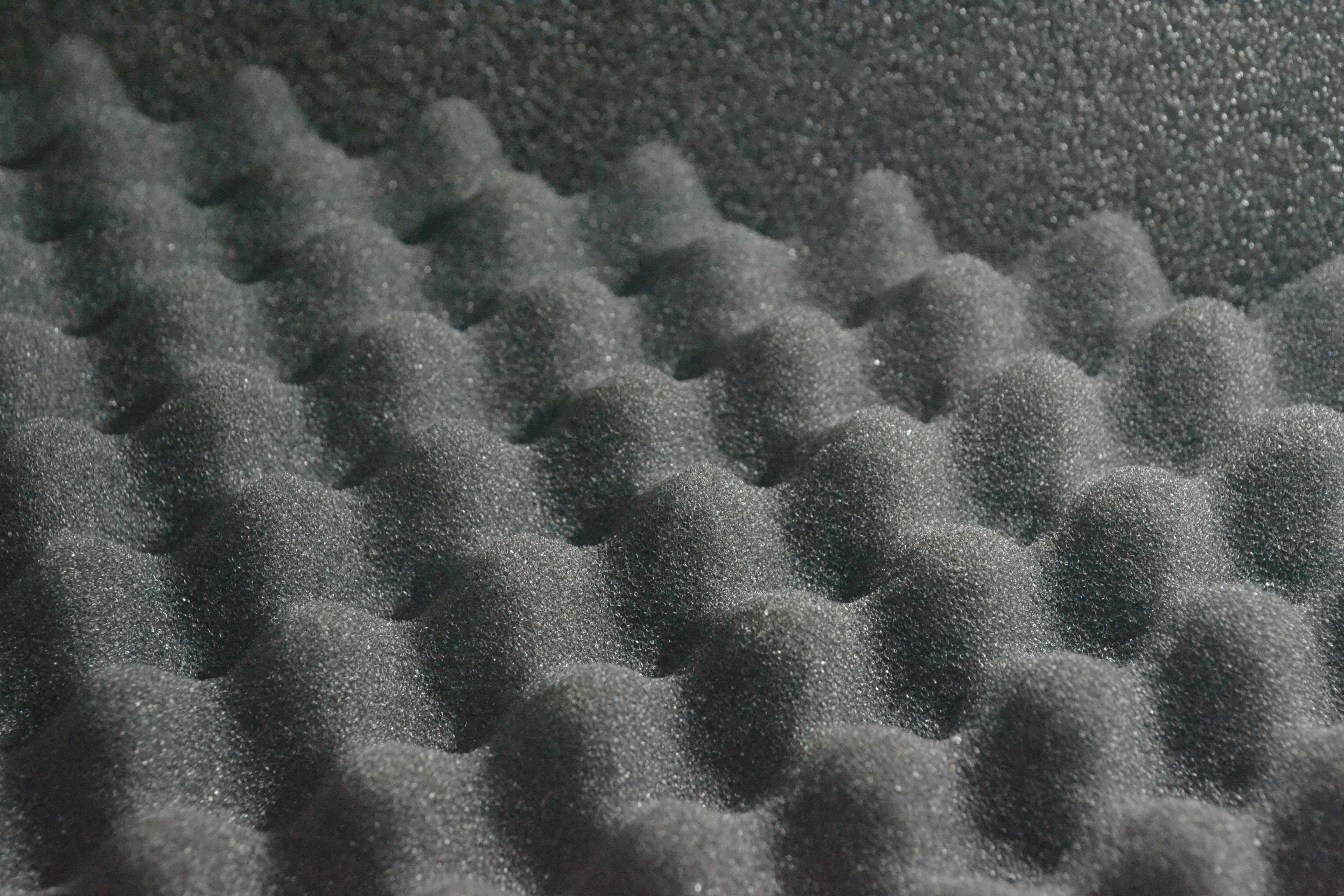
Акустична панель крупним планом

Плавно-хвилясті акустичні панелі

Гладка акустична панель

Акустичний поролон виготовляється з поліуретану або базальтової вати та має пористу структуру, яка дозволяє йому ефективно поглинати звукові хвилі. Акустичний поролон виготовляється із безпечних матеріалів, які не містять шкідливих речовин. Це робить його безпечним для здоров'я та навколишнього середовища. Акустичний поролон використовується в студіях звукозапису, кінотеатрах, концертних залах та інших приміщеннях, де потрібна високоякісна звукоізоляція.
Від звичайного поролону відрізняється відкритою пористою структурою та більш високою щільністю та товщиною. Це дозволяє йому ефективно поглинати звукові хвилі на різних частотах та рівнях гучності звуку. Акустичний поролон встановлюють на стіни, стелю або підлогу і може використовуватися для створення звуконепроникних перегородок між кімнатами.
Весь асортимент матеріалу можна розділити на два види — рельєфний та безрельєфний. Перший вид більше призначений для коригування акустичних умов у замкнутому просторі – зменшення часу реверберації звуку. Рельєфні панелі можуть мати різний профіль: як правило, це «піраміда» або «злегка усічена піраміда» (хвиля). Використання рельєфної панелі підвищує ефективність розсіювання звуку завдяки збільшенню площі його робочої поверхні рахунок зламаних граней його фактури. А гладкий акустичний поролон універсальніший і його частіше застосовують для шумоізоляції стін та перегородок.
Щоб правильно встановити акустичний поролон, необхідно враховувати такі фактори, як розмір та геометрія приміщення, тип поверхонь і т. п.
Акустичний поролон є доступнішим варіантом, ніж інші матеріали для звукоізоляції, такі як мінеральна вата або пінопласт і може бути легко замінений або оновлений при необхідності.